# Бартин (провінція)
Бартин (тур. Bartın) — провінція в Туреччині, розташована в Чорноморському регіоні.
Столиця — Бартин.

## Галерея

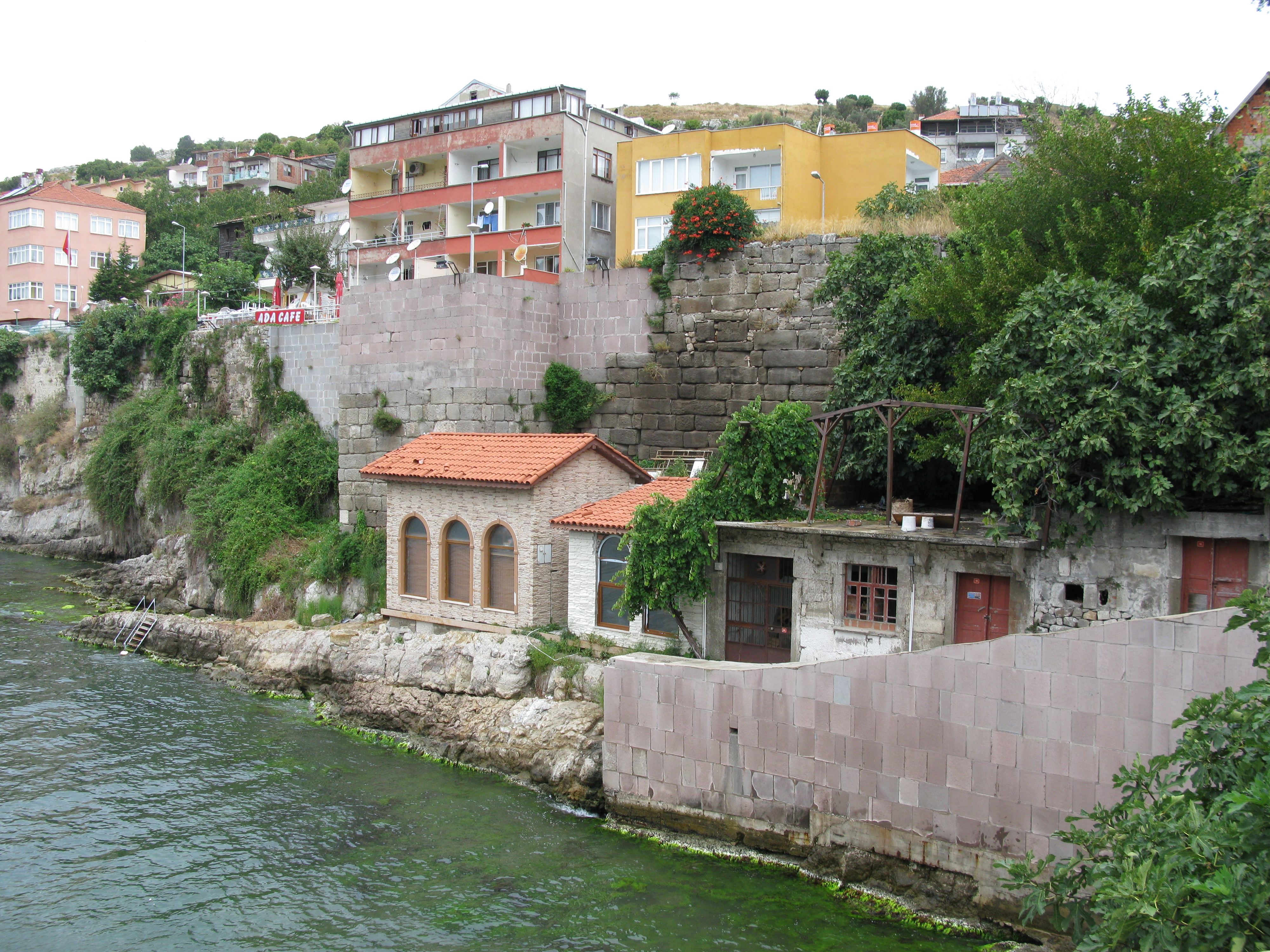
Амасра, вигляд з мосту
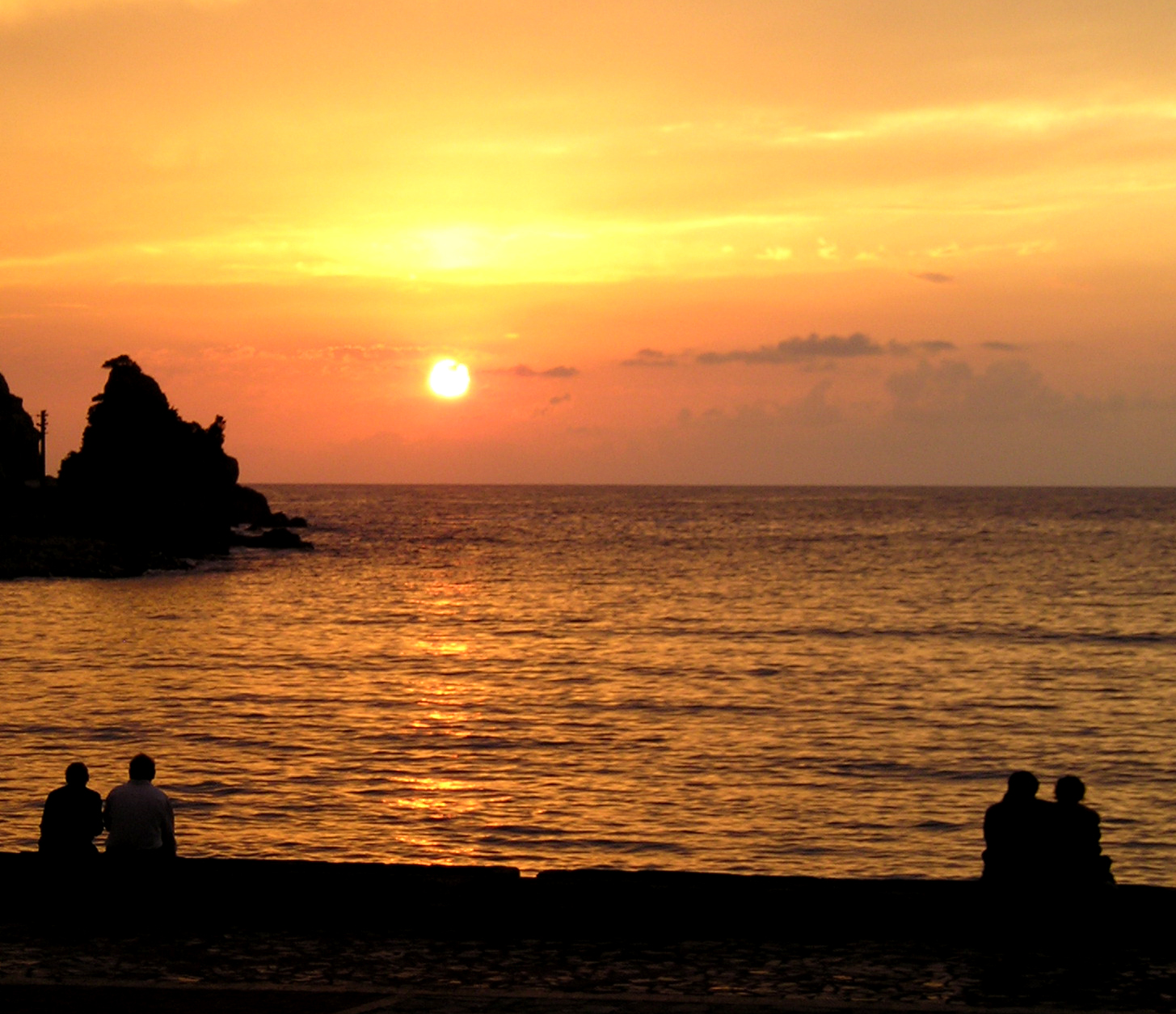
Захід сонця у Амасрі
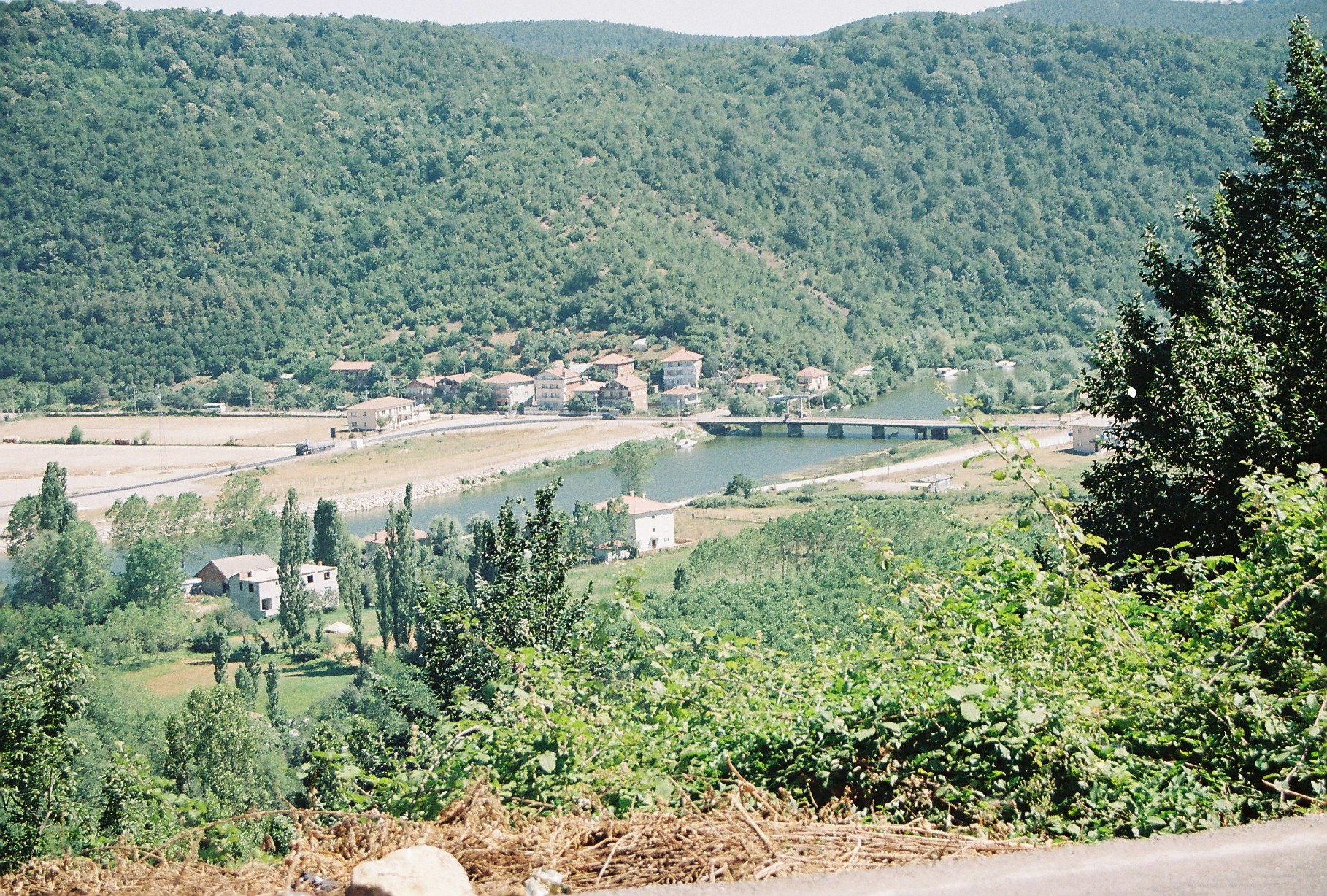
Річка Бартин, недалеко від Чорного моря

| Туреччина | Це незавершена стаття з географії Туреччини. Ви можете допомогти проєкту, виправивши або дописавши її. |